# فرودگاه اوکتیابرسکی
فرودگاه اوکتیابرسکی (به انگلیسی: Oktyabrsky Airport) یک فرودگاه همگانی با کد یاتا OKT است که یک باند فرود آسفالت دارد و طول باند آن ۱۵۰۰ متر است. این فرودگاه در شهر اوکتیابرسکیی، باشقیرستان کشور روسیه قرار دارد و در ارتفاع ۱۱۵ متری از سطح دریا واقع شده‌است.